# Gironella (ort)
Gironella är en ort i Spanien.   Den ligger i provinsen Província de Barcelona och regionen Katalonien, i den östra delen av landet, 500 km öster om huvudstaden Madrid. Gironella ligger 455 meter över havet och antalet invånare är 4 867.
Terrängen runt Gironella är kuperad åt nordost, men åt sydväst är den platt. Gironella ligger nere i en dal.Runt Gironella är det mycket glesbefolkat, med 3 invånare per kvadratkilometer. Närmaste större samhälle är Berga, 8,3 km norr om Gironella. 